# Yucca baccata
Yucca baccata là một loài thực vật có hoa trong họ Măng tây. Loài này được Torr. miêu tả khoa học đầu tiên năm 1858.

## Hình ảnh

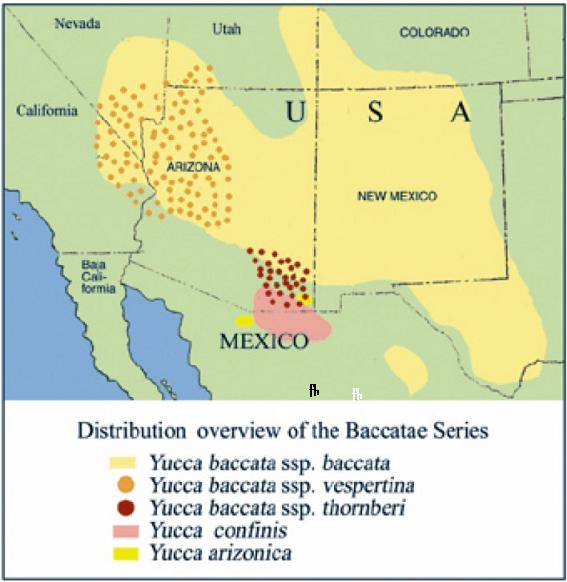
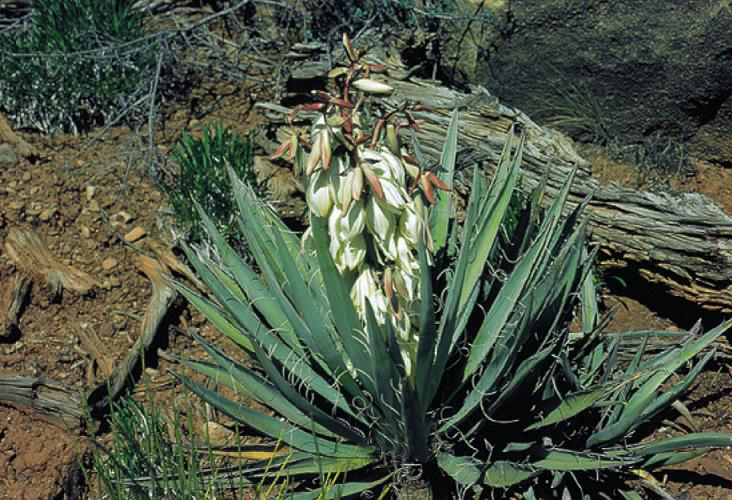
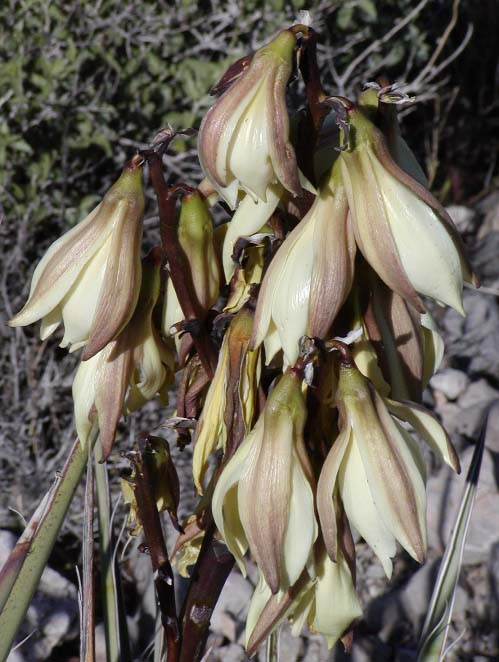
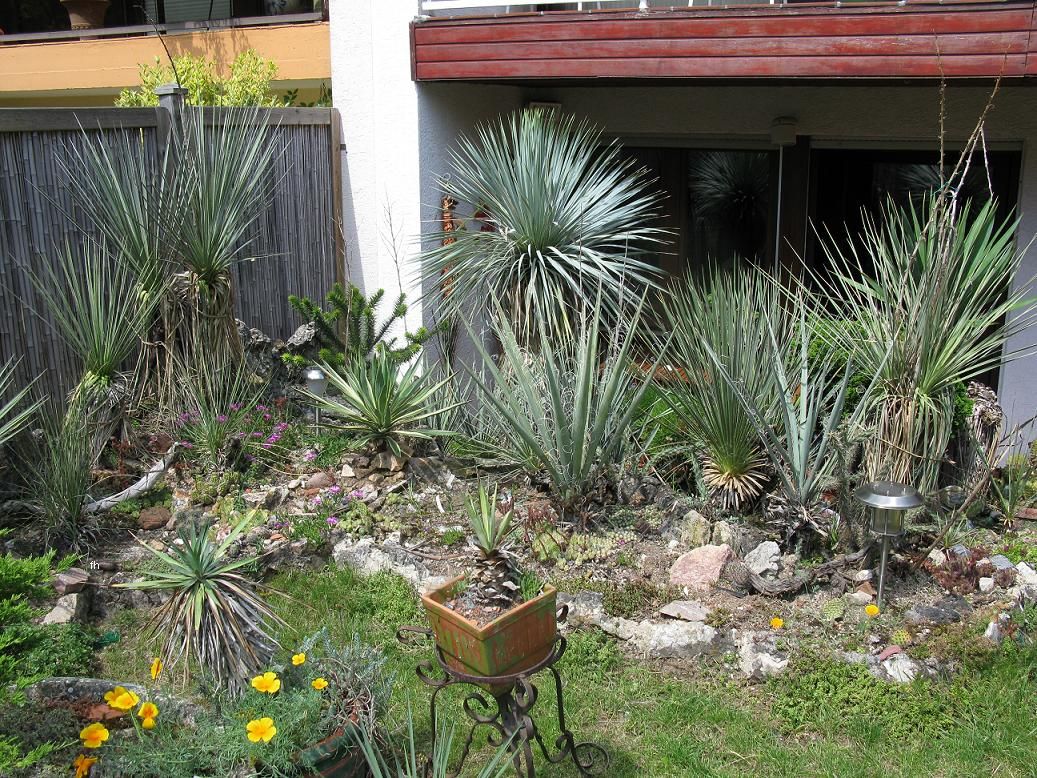